# زخرفة إغريقية

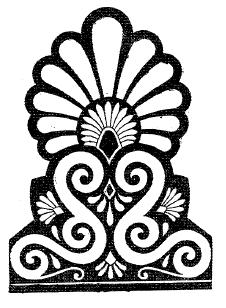
نموذج من الزخرفة اليونانية الإغريقية

الزخرفة الإغريقية أو الزخرفة اليونانية.

## لمحة تاريخية
تتألف بلاد الإغريق من سلسلة من القبائل الغازية التي طردت أو أخضعت الأقوام الذين وجدتهم في بلاد الإغريق. وكان وادي الفرات مهد الحضارة الإغريقية، وعن طريق الإمبراطوريات التي ازدهرت فيه، انتشرت الحضارة إلى البلاد الأخرى المحيطة بشرقي البحر المتوسط، وهي مصر وفلسطين وآسيا الصغرى وإيطاليا.
لم تزدهر الحضارة الإغريقية في بادئ الأمر في الجزء الرئيسي من بلاد الإغريق، ولكن ازدهرت في جزر إيجة وكانت جزيرة (كريت) أقوى هذه الجزر التي ازدهرت فيها من العام 2000 إلى العام 1400 قبل الميلاد، ثم انتشرت بعد ذلك إلى جميع شعوب البحر المتوسط.

## الزخرفة الإغريقية
عرف الإغريق فنا تصويريا موافقا لمعتقد المعبد والتمثال. ولكن هذا الفن لم يثبت ثبوت الروائع المرمرية، والرسوم على الأواني والزخارف الثانوية وقد كشفت حفريات جزيرة كريت عن زخارف الفن الإغريقي الممثلة فيها صور الجدران أبدع تمثيل.
كان المصورون اليونانيون يزخرفون القصور والمعابد بأشكال رشيقة لماعة، وكانت الهيئات أحيانا شبه الهيئات في الزخرفة المصرية القديمة، ولكن الحركات والوجوه تختلف عن الفن الفرعوني بلمعانها المدهش. وقد انطلق هؤلاء المزخرفون والمصورون من أساليب الفن القديمة المتصلبة ليمثوا في فنهم صور الحياة وليونة الأشكال.
أما الزخارف على الأواني الإغريقية المكتشفة فهي أكبر شاهد على هذا التطور، فهي في القرن السادس قبل الميلاد تعرض لنا أشكالا سوداء على أرضية حمراء، وفي القرن الخامس قبل الميلاد تعرض لنا أشكالا حمراء على أرضية سوداء. أي أن اللون الأسود نفسه يرسم هيئة الاشكال وحدودها وطيات الأثواب المتحركة وتفاصيل عدة المقاتل. وقد كان زخرفة الأواني عند الإغريق مهنة شعبية رافقتها المهارة والدقة.

## الزخرفة اليونانية
وكانت بلاد الإغريق مؤلفة من من ولايات صغيرة تحتل شبه الجزيرة والجزر المنتشرة حولها. استعمرت جميع أراضي آسيا الصغرى التي سكنها الفينيقيون من قبل، ثم أقام الإغريق حول سواحل البحر الأسود والبحر المتوسط.
ظهر الفن اليوناني ابتداء من العام 776 قبل الميلاد وظل يتقدم ويزدهر حتى بلغ أوجه في القرن الخامس قبل الميلاد. ولكنه ما لبث أن اضمحلّ وتدهور على أثر غزو الرومان لتلك البلاد. وتقع أجمل وأزهى مراحل الفن اليوناني في ثلاثة قرون بين 550 إلى 250 قبل الميلاد.

## مميزات الزخرفة اليونانية
يمتاز الفن اليوناني بانه المثل الأعلى لكمال التكوين، وذلك لرقة تنسيقه وجمال تناسبه وبراعته في التعبير عن خواطر وآراء مختلفة. و تعدّ الآثار اليونانية المعمارية والتزيينية شاهدا ناطقا لما كان لهم من المقدرة العظيمة في الفنون، كما تشهد بذلك أيضا القوة الدينية التي تتجلى في تماثيل الآلهة كتمثال فينوس آلهة الجمال الذي اكتشف عام 1820 ميلادي في جزيرة ميلوس اليونانية، ويعرف هذا التمثال عند اليونان ب (آفروديت) آلهة الجمال والحب.
وقد اشتهر اليونان بميلهم للطبيعة وتقديسهم للجمال المطلق وكان خيالهم حيا منتعشاً، انعكس أثره العظيم في تماثيلهم التي تدل على المهارة المتناهية التي اتصف بها فنانو الإغريق القدماء. وقد اشتهرت زخارفهم بجمال انحناء الخطوط وانسجام سريانها.
ويظهر أن الإغريق لهم حظ وافر من السعي وراء مجموعات الزخرفة. فقد عرف الفنان الإغريقي كيف يزيّن مبناه، أو يجري قلمه على سطح جداره بالزخرفة. وعرف أيضا الوسيلة التي يكسب بها أعماله الرشاقة والحيوية واتزان التصميم.
وقد أخذت أوروبا زخارفها في الفترة اللاحقة من اليونان.

## التعابير والوحدات الزخرفية اليونانية
استعمل الإغريق تعابير ووحدات زخرفية منها:
1. ورقة الأقنثة ACANTHE وهي شجيرة تنمو في جنوبي أوروبا لها أوراق سنبلية مخرمة، شغلت حيزا واسعا من الزخرفة اليونانية.
2. زهرة الأنتثيمون (أو لسان الحمل)
3. الأشكال الهندسية المتداخلة الأجزاء والمتناسبة في التكوين.
4. وجوه بشرية شبيهة بهيئات الوجوه الفرعونية وتختلف عنها بقوة لمعانها.